# Katherine Plunket
Katherine Plunket (née sous le nom de Catherine Plunket ; 22 novembre 1820-14 octobre 1932) est une aristocrate et artiste anglo-irlandais de Ballymascanlan, comté de Louth, illustratrice et peintre botanique prolifique et la personne la plus âgée jamais née et décédée en Irlande, et la quatrième personne irlandaise la plus âgée de l'histoire, ayant vécu jusqu'à 111 ans et 327 jours.

## Biographie
Katherine Plunket est née à Kilsaran, près de Castlebellingham dans le comté de Louth, en Irlande (qui fait alors partie du Royaume-Uni, avant le traité anglo-irlandais de 1921). Aînée de six enfants, dont l'un est mort en bas âge, elle est la petite-fille de William Plunket, 1er baron Plunket, Lord Chancelier d'Irlande. Son père Thomas Plunket, 2e baron Plunket (1792-1866) est un jeune pasteur de l'Église d'Irlande à sa naissance et devient plus tard évêque de Tuam, Killala et Achonry.
Sa mère Louisa Jane Foster (22 novembre 1794-14 janvier 1893) - (mariée le 26 octobre 1819, Kilsaren) est la deuxième fille de Rebecca M'Clure et John William Foster de Fanevalley, comté de Louth, député pour Dunleer et est lié au comte de Clermont. Elle est baptisée anglicane dans l'église de Kilsaran le 13 décembre 1820 sous le nom de Catherine Plunket, bien qu'elle ait épelé son nom avec un « K » toute sa vie.
Elle hérite de sa mère l'une des maisons ancestrales de la famille, Ballymascanlon House près de Dundalk, et supervise l'entretien de la maison et des jardins jusqu'à ce qu'elle contracte une bronchite à l'âge de 102 ans (son seul problème de santé grave). La maison est maintenant un hôtel.

## Illustration botanique

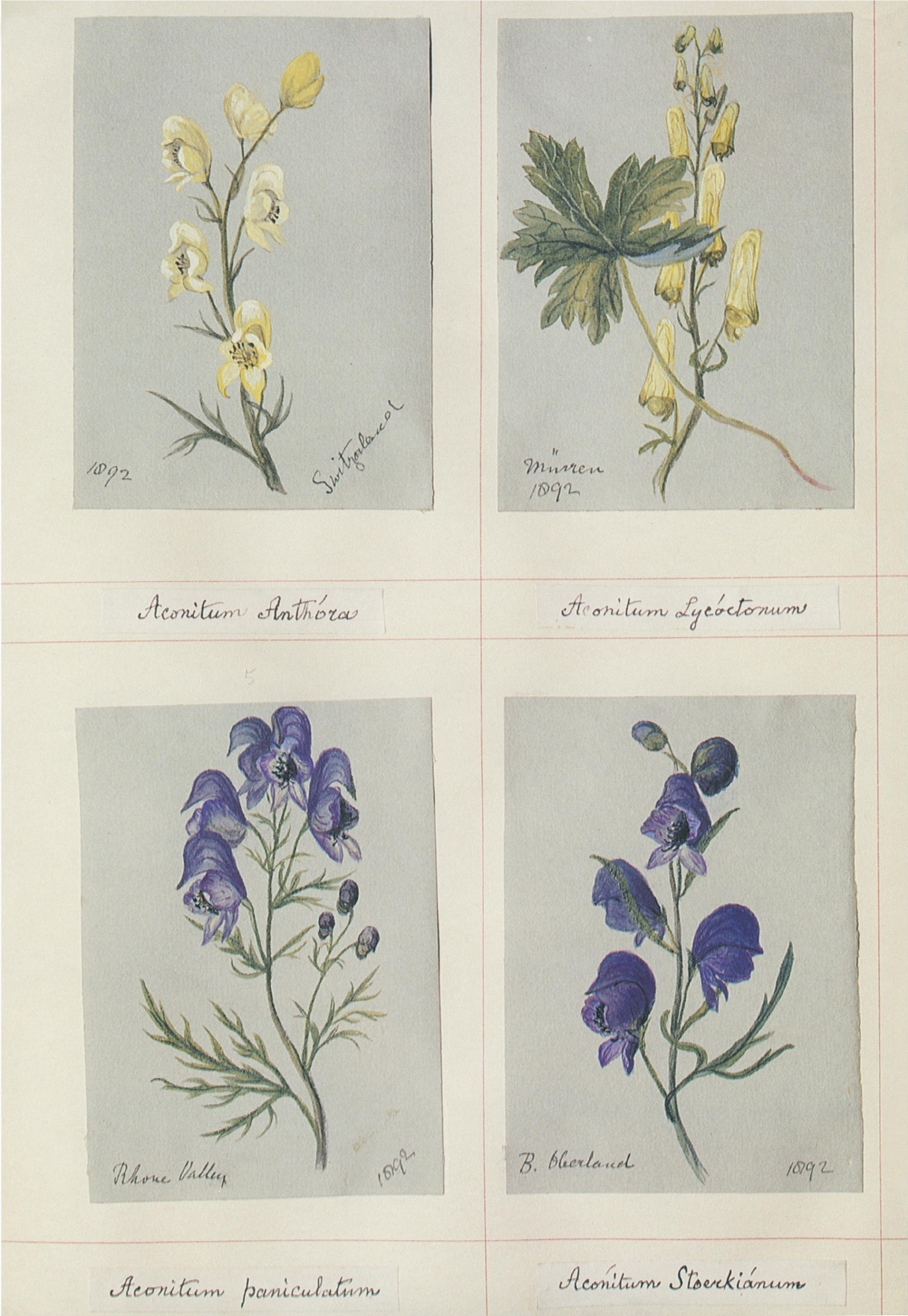
Illustrations d’ Aconit de fleurs sauvages de la nature

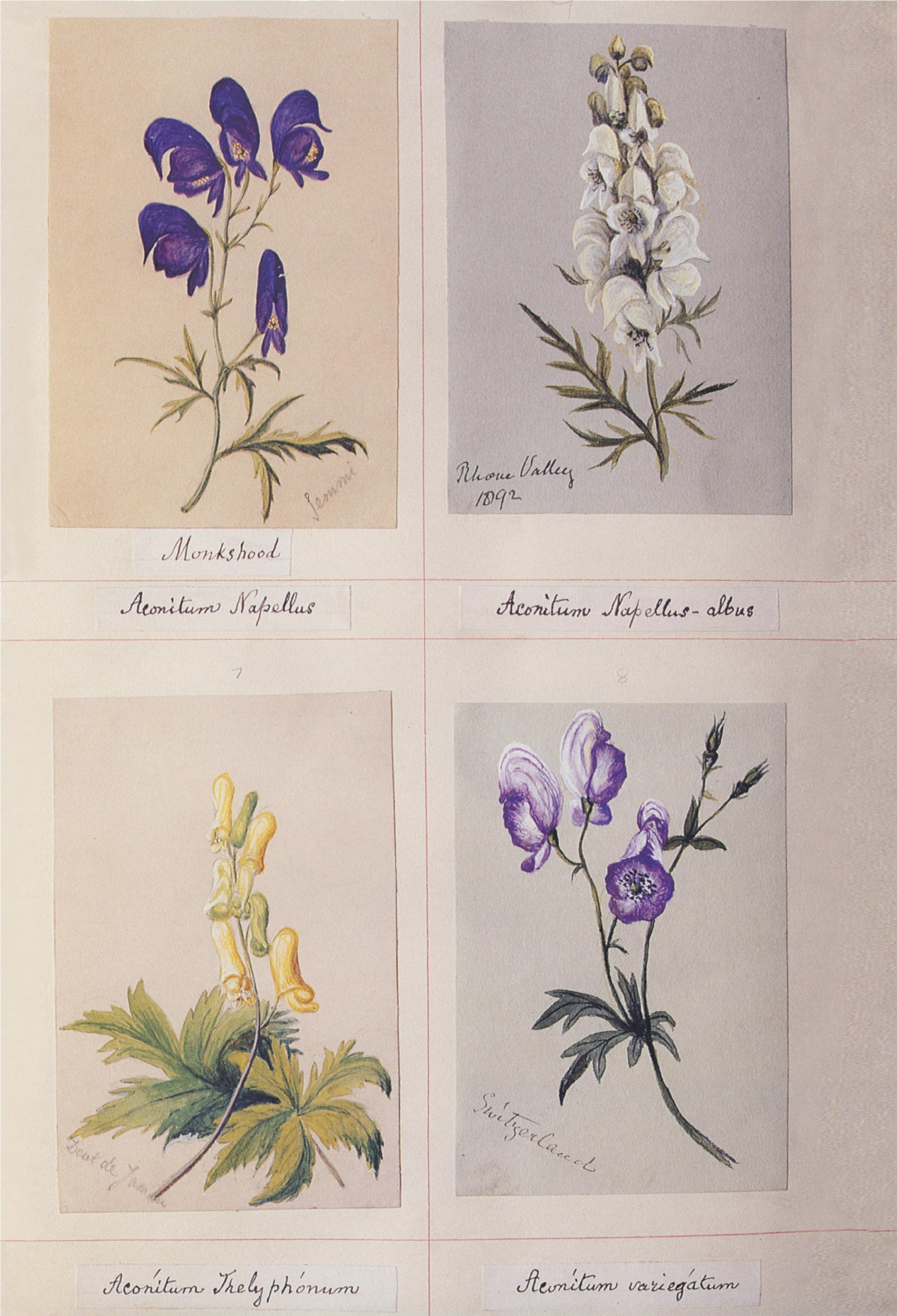

Avec sa sœur cadette Gertrude (1841-1924), Plunket voyage beaucoup et visite presque toutes les capitales d'Europe. Avec sa sœur Frederica, elle réalise de nombreux croquis de fleurs en France, en Italie, en Espagne, en Allemagne et en Irlande.
Celles-ci sont reliées dans un volume intitulé Fleurs sauvages de la nature qui est offert en 1903 au Royal College of Science, puis transféré au Musée des sciences et des arts du Musée national d'Irlande. En 1970, il fait partie des collections transférées aux jardins botaniques nationaux irlandais de Glasnevin.

## Record de longévité
Plunket est reconnue rétrospectivement comme étant la personne vivante la plus âgée du monde après la mort de Delina Filkins le 4 décembre 1928, alors qu'elle est âgée de 108 ans et 12 jours. Au moment de la mort de Plunket, elle est considérée comme l'Irlandaise ayant vécu la plus longtemps de l'histoire. Son âge n'a été dépassé par un citoyen du Royaume-Uni qu'en 1970, lorsqu'Ada Giddings Roe a vécu jusqu'à 12 jours de plus. Elle est la dernière personne vivante à avoir rencontré l'auteur Walter Scott (1771-1832), alors qu'il séjournait dans la maison de son grand-père à Bray lors de sa visite.
Plunket attribue sa longévité à l'aspect insouciant et tranquille de sa vie. Elle est décédée le 14 octobre 1932, un mois avant son 112e anniversaire ; sa mort est enregistrée trois jours plus tard à Ravensdale, dans le comté de Louth et attribuée à une syncope. Sa nécrologie est publiée dans de nombreux médias irlandais et en Angleterre dans le Times.